# قدرت انتخاب طبیعت
قدرت انتخاب طبیعت قانون فیزیکی ایست بر پایه قانون اثر مشاهده گر. قانون اثر مشاهده گر قانونیست که می گوید:(( ذرات کوانتومی یا ذره هستند یا موج. و این نگاه مشاهده گر است که تعیین می کند در آن لحظه آن موج باشد یا ذره.)) قدرت انتخاب طبیعت مجموعه ای از اتفاقات مشاهده گری و بدون توضیح را جمع کرده و اساسی منطقی برایش اعمال کرده.

## نگاه کامپیوتری
با فراگیری موبایل و وسایل کامپیوتری، باید از خودمان بپرسیم که "چگونه میشود بدون سیم با آن سر دنیا تماس داشت؟" خب حتما می دانید که امواج الکترومغناتیس این کار را فراهم کرده. اگر یک گوشی میتواند موج تولید کند، آیا مغز ما که یک ابر کامپیوتر است نمی تواند؟

## امواج مغزی
مغز ما با فکر کردن امواجی تولید می کند که 5 درصد آن را ضمیر خودآگاه و 95 درصد آن را ضمیر ناخودآگاه کنترل می کند. تمام اجسام، گیاهان، حیوانات و انسان ها شعوری دارند که بدون اینکه بخواهند با فکر کردن بر شعور یک دیگر تاثیر می گذارند. اما نظریه قدرت انتخاب طبیعت با این سؤال شکل می گیرد: ((چه چیزی شعور می دهد؟)) یعنی چه چیزی در طبیعت وجود دارد که به اجسام یا گیاهان یا حیوانات و انسان ها شعور می دهد؟

## سِلِکشِنیسم یا انتخاب گرایی
در مکتب  انتخاب گرایی یا سلکشنیسم معتقدند که همان طور که اجسام شعور دارند، طبیعت (به غیر از صرف گیاهان) هم شعوری مادر گرایانه دارد که انتخاب می کند چه اتفاقی در کجا و برای چه کسی رخ دهد. این آیین که سالیان سال بوده، ذهن دانشمندان و فیزیک دانان معاصر را به خود مشغول کرده. که واقعا پشت اتفاقات بدون توضیح جهان چیست؟

## موضوع قانون
قانون قدرت انتخاب طبیعت می گوید: ریسمانی(نظریه ریسمان) که ذرات جهان را به هم وصل کرده همان شعور اجسام است. شعوری به هم پیوسته با قدرت تشخیص. طبیعت نیزبا استفاده از همین شعور بر پایه افکار موجودات اتفاقات را رقم میزند. به همین دلیل بعضی اتفاقات را با علم فیزیک کلاسیک یا علم فیزیک کوانتومی نمیشود توجیه کرد. این نظریه گسترشی بزرگ برای علم فیزیک بوده و توجیهاتی مناسب تر برای عوامل متا فیزیکی دارد. با این حساب مرز های فیزیک جا به جا شده و بعضی عوامل دیگر متا فیزیکی نیست.